# Монджехово
Монджехово (пол. Mądrzechowo, нім. Mangwitz) — село в Польщі, у гміні Битів Битівського повіту Поморського воєводства.
Населення — 516 осіб (2011).
У 1975-1998 роках село належало до Слупського воєводства.

## Демографія
Демографічна структура станом на 31 березня 2011 року:
|          | Загалом | Допрацездатний вік | Працездатний вік | Постпрацездатний вік |
| -------- | ------- | ------------------ | ---------------- | -------------------- |
| Чоловіки | 246     | 69                 | 166              | 11                   |
| Жінки    | 270     | 88                 | 159              | 23                   |
| Разом    | 516     | 157                | 325              | 34                   |